# Lill-Krokträsket
Lill-Krokträsket är en sjö i Skellefteå kommun i Västerbotten och ingår i Rickleåns huvudavrinningsområde. Sjön har en area på 0,148 kvadratkilometer och ligger 273,8 meter över havet.

## Delavrinningsområde
Lill-Krokträsket ingår i det delavrinningsområde (718806-167714) som SMHI kallar för Utloppet av Stor-Krokträsket. Medelhöjden är 326 meter över havet och ytan är 9,96 kvadratkilometer. Det finns ett avrinningsområde uppströms, och räknas det in blir den ackumulerade arean 23,85 kvadratkilometer. Myrträskbäcken som avvattnar avrinningsområdet har biflödesordning 3, vilket innebär att vattnet flödar genom totalt 3 vattendrag innan det når havet efter 123 kilometer. Avrinningsområdet består mestadels av skog (83 procent). Avrinningsområdet har 0,67 kvadratkilometer vattenytor vilket ger det en sjöprocent på 6,8 procent.